# Realia (vertalen)
Realia zijn in de vertaalwetenschap de aan een bepaald land of cultuurgebied gebonden concrete en unieke verschijnselen dan wel categoriale begrippen en/of hiervoor gangbare terminologie.

## Achtergrond
Realia zijn dikwijls cultuurhistorisch bepaald; enkele voorbeelden hiervan in het Nederlands zijn Tachtigjarige Oorlog, Afsluitdijk en Sinterklaas. Dergelijke begrippen kunnen niet alleen per land/taalgebied en cultuur, maar zelfs binnen eenzelfde taalgebied verschillen. Dit maakt ze extra moeilijk te vertalen, aangezien het om termen of uitdrukkingen gaat waarvoor de doeltaal helemaal geen of niet meer dan een gedeeltelijk vertaalequivalent kent.

## Tekstsoort, tekstdoel en doelgroep
De manier waarop realia worden vertaald, hangt in de allereerste plaats af van de uiteindelijke lezers voor wie de te vertalen tekst bedoeld is, de doelgroep. Op deze groep moeten immers zowel de denotatie –  de letterlijke betekenis – als de connotatie – de gevoelswaarde – van het begrip in de brontaal zo goed mogelijk worden overgebracht. Andere belangrijke factoren zijn de tekstsoort en het tekstdoel. Bij de vertaling van journalistieke, ambtelijke en technische teksten is een zo getrouw mogelijke weergave van de semantische denotatie van het origineel over het algemeen belangrijker dan in literaire teksten. Verder staat ook nog de vraag centraal of het doel van de vertaling is het begrip in de brontaal aan te passen aan de doelcultuur, of juist de doelcultuur vertrouwd te maken met datgene waar in de brontaal naar verwezen wordt.

## Manieren om realia te vertalen
Er zijn in het algemeen 7 mogelijke strategieën te onderscheiden voor het vertalen van realia. 
1. Handhaving: hierbij blijft het begrip in de doeltaal ongewijzigd en wordt alleen indien nodig aangepast aan de fonetische, orthografische of morfologische normen van die taal. Deze methode is de meest eenvoudige. Een tekst met veel van dergelijke onvertaalde termen wordt door de doelgroep echter al gauw als storend ervaren. Deze strategie kan daarom eigenlijk alleen maar worden gebruikt wanneer de doelgroep reeds in meer of mindere mate vertrouwd is met het onderhavige begrip, en zelfs dan nog met mate.
2. Leenvertaling: het begrip wordt zo letterlijk mogelijk vertaald, bijvoorbeeld States-General voor Staten-Generaal. Omwille van het leesgemak van de doelgroep is deze methode de meest verkieslijke, maar de gebruiksmogelijkheden ervan zijn beperkt. Zo is deze strategie alleen bruikbaar wanneer de uitdrukking in de brontaal een samenstelling is van in de doeltaal eveneens zelfstandig voorkomende eenheden.
3. Benadering: het brontaalbegrip wordt vervangen door een bestaande en min of meer equivalente uitdrukking in de doeltaal. Bijvoorbeeld: private limited company als vertaling van besloten vennootschap. Deze methode is vaak te verkiezen in teksten van algemene aard, aangezien daar de semantische inhoud meestal minder ter zake doet dan de geschetste situatie. Zij is echter minder bruikbaar in vakspecifieke teksten, zoals juridische teksten met veel jargon, omdat het op deze manier misleidend kan worden voor de doelgroep.
4. Omschrijving of definiëring: het begrip wordt in de doeltaal in feite niet vertaald, maar bij benadering omschreven. Zoals student pass for public transport voor OV-chipkaart. Deze methode is bij uitstek geschikt om zowel de denotatie als de connotatie bij de doelgroep adequaat over te brengen. Vanwege het omslachtige karakter ervan – vaak gaat het maar om één woord in de brontaal dat in de doeltaal door middel van een groep woorden of zelfs met een hele zin wordt omschreven – is deze strategie qua gebruiksmogelijkheden echter toch beperkt. Zo is zij bijvoorbeeld minder geschikt voor de vertaling van romans of poëzie, omdat lange omschrijvingen daar al gauw als storend worden ervaren.
5. Kernvertaling: als niet alle elementen van het brontaalbegrip relevant zijn voor de doelgroep, kan ervoor worden gekozen om alleen de essentie van het begrip te vertalen. Dit gebeurt vrijwel altijd door middel van een hyperoniem, zoals secondary school voor vwo, havo of vmbo.
6. Adaptatie: deze strategie lijkt enigszins op strategie 2, in die zin dat ook hier sprake is van een zo letterlijk mogelijke vertaling. Alleen gaat het bij deze strategie bovenal om een vertaling van de functie en niet zozeer om de taalinhoud, zoals Labour Party voor Partij van de Arbeid. Deze methode roept van alle echter het snelst ergernis op en moet dan ook met grote terughoudendheid worden toegepast.
7. Weglating: wanneer niet alleen de connotatie maar ook de denotatie van het begrip voor de doelgroep volstrekt irrelevant is, kan er soms voor worden gekozen om het begrip in de doeltaal gewoon helemaal weg te laten. Dit komt echter niet zo vaak voor.

## Combinaties van de vertaalstrategieën
Omdat geen van bovengenoemde strategieën geheel zonder problemen is, worden ze in de praktijk nog het meest in combinatie toegepast. Zo kan een term als De Telegraaf in het Engels waarschijnlijk het beste worden omschreven door strategie 1 in combinatie met strategie 4 toe te passen: the Dutch conservative daily paper De Telegraaf. Bij het vertalen naar bijvoorbeeld het Frans of Engels van de naam van een juridische instantie zoals De Raad van State ligt een combinatie van strategie 2 en 4 het meest voor de hand: Le Conseil d' État néerlandais, à peu près l’ équivalent de notre Conseil constitutionnel et notre Conseil d’État combinés, respectievelijk The Council of State, the senior advisory board to the Crown. En soms is voor de duidelijkheid zelfs een combinatie van drie strategieën gewenst. Zo zou hagelslag desgewenst zo in het Engels vertaald kunnen worden: hagelslag (hailstorm), chocolate sprinkles used as a sandwich topping; hier is sprake van een combinatie van de strategieën 1, 2 en 4.

## Verschillende soorten teksten
De keuze van de meest geschikte strategie voor het vertalen van realia hangt in de eerste plaats af van het soort tekst. Zo is een combinatie van de strategieën 1, 2 en 4 regelmatig gewenst bij de vertaling van officiële documenten, omdat de officiële term op deze manier gehandhaafd blijft terwijl tegelijkertijd ook de precieze inhoud ervan duidelijk wordt. Strategie 3 is in dit soort teksten echter nauwelijks bruikbaar, omdat deze methode dan heel gauw leidt tot begripsverwarring, bijvoorbeeld bij het vertalen van het bijbehorende vakkenpakket op  het vwo-diploma van een Nederlandse scholier. Voetnoten kunnen in zo'n geval in officiële teksten een oplossing zijn, in teksten van algemene aard moet dit bij voorkeur worden vermeden. In de allereerste plaats moet de vertaler volledig openstaan voor realia in zowel de cultuur van de brontaal als die van de doeltaal.  